# Sofia Ocigava
Sofia Ocigava (n. 7 iulie 1987, Odințovo, RSFS Rusă, URSS) este o boxeră ce a reprezentat Rusia, medaliată olimpică. A participat la o ediție a Jocurilor Olimpice (2012) în care a câștigat o medalie de argint.

## Participări
Lista de mai jos prezintă principalele competiții la care a participat Sofia Ocigava de-a lungul carierei.
- boxing at the 2012 Summer Olympics – women's lightweight[*]